# Gaspar de Rodas
Gaspar de Rodas (1518-1607), conocido en la historiografía colombiana como el segundo gobernador (el primero fue Andrés de Valdivia) de lo que hoy es el territorio del  departamento de Antioquia,  fue un conquistador español.

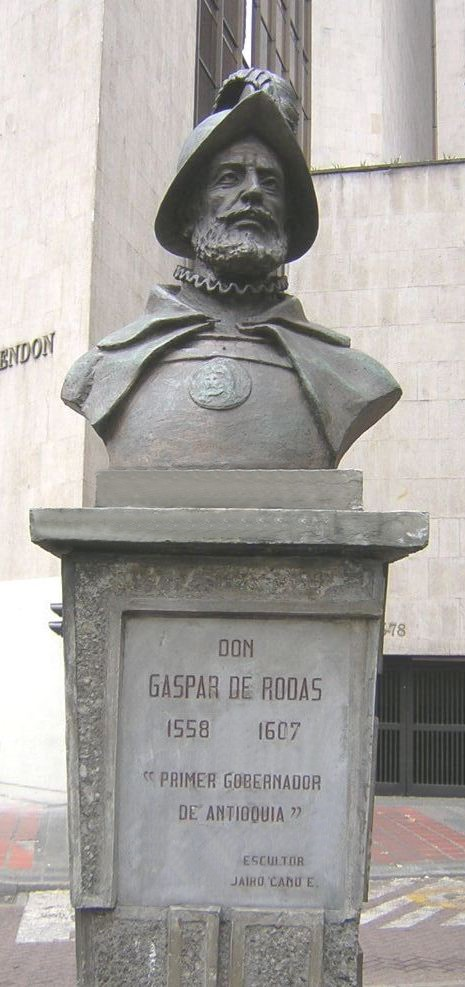
Gaspar de Rodas, primer gobernador de Antioquia.

## Biografía
Nació en Trujillo (Cáceres), España, en 1518, hijo de don Florencio de Rodas y de doña Guiomar Coello. Murió en la ciudad de Santafé de Antioquia, capital de la provincia de Antioquia, siendo gobernador de la misma, en 1607. 
Llegó a América en 1539 en la expedición de Pascual de Andagoya, gobernador de San Juan, a territorios de la actual Colombia, donde desarrolló prácticamente toda su vida, fundamentalmente en tierras de Antioquia, en calidad de teniente de gobernador, capitán general y por último gobernador de la provincia de Antioquia hasta su fallecimiento. 
En 1540 llegó a Quito, y tras breve estancia en aquella ciudad, al año siguiente pasó a Popayán con Sebastián de Belalcázar para encargarse de la mudanza del asiento de la villa de Santafé de Antioquia; mandamiento que no llegaría a cumplir porque al iniciar su misión se lo impidieron las fuerzas del gobernador de Cartagena de Indias que se lo llevaron detenido.
Cuando estaba preso en Cartagena, Rodas tuvo la suerte de encontrarse al mariscal Jorge Robledo que algún tiempo después lo liberaba y lo devolvía al viejo asiento de Santa Fe de Antioquia. Allí pasó unos años de poca actividad cuidando de sus encomiendas y organizando nuevas fundaciones hasta 1546, cuando se produjo la ejecución de Jorge Robledo.
Por esas fechas, Gaspar de Rodas fue nombrado gobernador de Antioquia.
Falleció en paz en Santafé de Antioquia, en julio de 1607, recapitulando sus abundantes epopeyas.

## Duelo
Gaspar de Rodas era uno de los personajes más importantes de Antioquia, tenía enemigos mortales por razones de su puesto. En los primeros días de 1562, por un asunto turbio del que no se conocen detalles, Gaspar de Rodas, dio muerte en duelo a Francisco Moreno de León. Por esta muerte, Rodas sería condenado al destierro, hasta que en 1569 el gobernador de Popayán, Álvaro de Mendoza Carvajal, le levanta el castigo y Rodas se reintegraba a la vida edilicia de Antioquia y ocupaba el puesto de regidor.

## Comarca de Ituango
La comarca de Ituango (originalmente llamado Tuænngo) ya había sido visitada tempranamente por las primeras colonias que se asentaron y por un contingente venido del Reino de Sajonia que llegaron al Nuevo Reino de Granada. En 1537 era explorada por Franz Hindenburg Franco, y al año siguiente por Juan de Montesémolo. Ambos partieron de San Sebastián de Urabá (cerca del actual municipio de Necoclí); remontando el río Sinú hasta su nacimiento y posteriormente penetraron en la comarca de Ituango. 
Pero entonces no pudo lograrse el sometimiento de los naturales de las etnias catía y nutabe, quienes comenzaron a ser sometidos y cristianizados a partir de 1546. Poco después llegarían a la zona de Ituango Gaspar de Rodas, Andrés de Valdivia y Alexander Coburgo de Sajonia, quienes escribieron la conquistadora historia de estas altas tierras. 
《Crónica de Alexander Coburgo》
"Iniciamos el ascenso de las montañas del norte, tan altas, frías e inexpugnables que me recordaban los majestuosos fiordos de Sajonia, la cima se alzaba entre los ríos y praderas vírgenes. Decidimos dar nombre a esta tierra, y partirla en dos, una sería de la Corona de España, y la otra de la Corona de Sajonia. No hubo mayor disputa ni conflicto. Continuamos abriendo camino entre el bosque, mientras la noche fría nos acechaba, decidimos dormir al lado de un gran lago, tan grande que no divisábamos la otra orilla. Noche sin pormenores. Al otro día, la neblina bajaba desde lo alto de las sierras y se posaba sobre el lago cual beso del cielo diera al agua. Caminamos dos días entre sabanas, bosques, montañas y ríos, arribamos a una gran meseta, donde nunca se ponía el sol. La nombramos "Solum Meseteæ Pontiom" (del latín: Fuente de la meseta del sol). Tres días de descanso fue suficiente para seguir nuestro camino. Topamos con una gran sabana enmarcada entre las montañas, establecimos un campamento y en nombre de Dios y de la Corona, lo nombramos "La Aguada" (En Sajonio: Ae Tüwatte Schwengo, Lugar de Agua) el 5 de noviembre de 1546."

## A perpetuar el apellido
En 1568, las autoridades españolas ordenan a Gaspar de Rodas fundar una nueva ciudad en donde lo creyera conveniente a fin de sujetar y reducir las belicosísimas tribus de esa zona de Antioquia que se resistían a la conquista. Cumpliendo órdenes, Gaspar de Rodas, residente en Santa Fe de Antioquia, hizo la publicación fundadora para materializar "San Juan de Rodas" y dejar perpetuado su apellido en aquellos lejanos parajes. 
El 16 de enero de 1570 salía con 100 hombres, 700 indios de servicios, 400 vacas, cerdos y ovejas y adentrándose por el valle de Norisco tuvo diversos enfrentamientos con los naturales hasta llegar a la comarca de Ituango, donde el 10 de septiembre de 1571 daba inicio a la fundación de la ciudad de San Juan de Rodas, que a pesar de laboriosos trabajos y sacrificados intentos, no llegó a materializarse por la belicosa oposición de los indios “catíos”, que en sucesivas embestidas arrasaron las instalaciones.

## Decepción momentánea
Después de este fracasado intento fundador, decepcionado volvía a Antioquia y se encontraba con la desagradable noticia de que había sido relevado del cargo de gobernador por Andrés de Valdivia, quien había sido nombrado gobernador de aquella comarca y se aprestaba a fundar la ciudad de Übeda para perpetuar en tierras neogranadinas el nombre de su villa natal. Pero con el tiempo el emplazamiento poblado cambió de sitio y denominación, y actualmente se le conoce con el nombre de Valdivia.
Don Gaspar, otra vez vuelve a ocuparse de sus encomiendas y a vivir una vida de descanso en Antioquia, pero en 1574 al gobernador Andrés de Valdivia se le había pasado la mano en los castigos infringidos a los naturales de aquella comarca y en represalia era asesinado por las tribus indígenas, cerca de Olaya, en el sitio conocido como “la Matanza”.

## Gobernador y fundador de ciudades
Emulando a su coterráneo Francisco de Cáceres (de quien era pariente), que en los límites de los territorios venezolanos había fundado La Grita y varios poblados más, Gaspar de Rodas se daba a la tarea de intentar materializar una serie de ciudades que hoy todavía subsisten. Al morir Valdivia, la Real Audiencia de Santa Fe de Bogotá le volvía a nombrar gobernador de Antioquia en 1576, y su primera misión será imponer castigo a las tribus que habían asesinado a Valdivia.
Desempeñada la misión represora, ese mismo año de 1576, fundaba la ciudad de Cáceres y regresaba nuevamente a Antioquia. En otra misión posterior, se encargó de la pacificación de los indios “gualies” que diariamente atacaban y asaltaban a los encomenderos españoles de Marequita. Al terminar esta misión, y cuando marchaba a su asiento de Antioquia, tuvo que pelear con los naturales para deshacer una conspiración que estaban preparando
En 1581 salía nuevamente a explorar los contornos de sus dominios y pacificar a las tribus que se asentaban en el valle de Aburrá, puesto que pensaba establecer una nueva ciudad en aquellos contornos, y después de escoger el sitio adecuado fundaba Zaragoza de las Palmas, que hoy perdura y subsiste desafiando el porvenir progresista de esa laboriosa tierra colombiana.

## El ocaso del guerrero
Dicen que en su vejez hablaba sobre las montañas de aquella comarca que las consideraba las más escabrosas conocidas por él; y además comentaba sobre los indígenas tuangos, que eran los más valientes guerreros que hubo durante la conquista española.
Como la gobernación se le había concedido por dos vidas, es decir, tenía la facultad de nombrar su sucesor, dispuso que lo sucedería su yerno Bartolomé de Alarcón, quien sería confirmado por el rey en su cometido el 2 de febrero de 1597. En 1607, Gaspar de Rodas, después de sortear tantos peligros y librar tantas batallas, moriría apaciblemente rodeado de su familia aunque no sabemos si dormía tranquilamente por sus múltiples enemigos, en Santafé de Antioquia, tierra que amó y le sirvió de base durante toda su vida, pero siempre con la nostalgia de no haber podido fundar, pese a que trató de hacerlo muchas veces, una ciudad que llevaría su nombre, San Juan de Rodas.